# Derbake
El derbake (del árabe: دربكة), también llamado derbuka, según el diccionario Manuel Seco, así  darabouka o darbouka, es un instrumento de percusión de origen árabe usado en todo el Oriente Próximo y Magreb. Pertenece al grupo de los tambores de copa. También suele ser llamado tobale (se pronuncia /tob bale/ o /tubale/, especialmente en Palestina). Tiene un aspecto parecido al tabal o atabal. En Egipto se le llama Tablah (en árabe: لطبلة‎), una palabra genérica para designar instrumentos de percusión. Los redobles se denominan comúnmente Rash y los juegos o adornos sobre el ritmo en árabe se llaman Harakat y se les nombra con la onomatopeya  "tákatak".
En Irán hay una variación de este tambor, conocido como zarb o tombak, con el cuello superior de superficie lisa y con una técnica de ejecución particular.

## Descripción

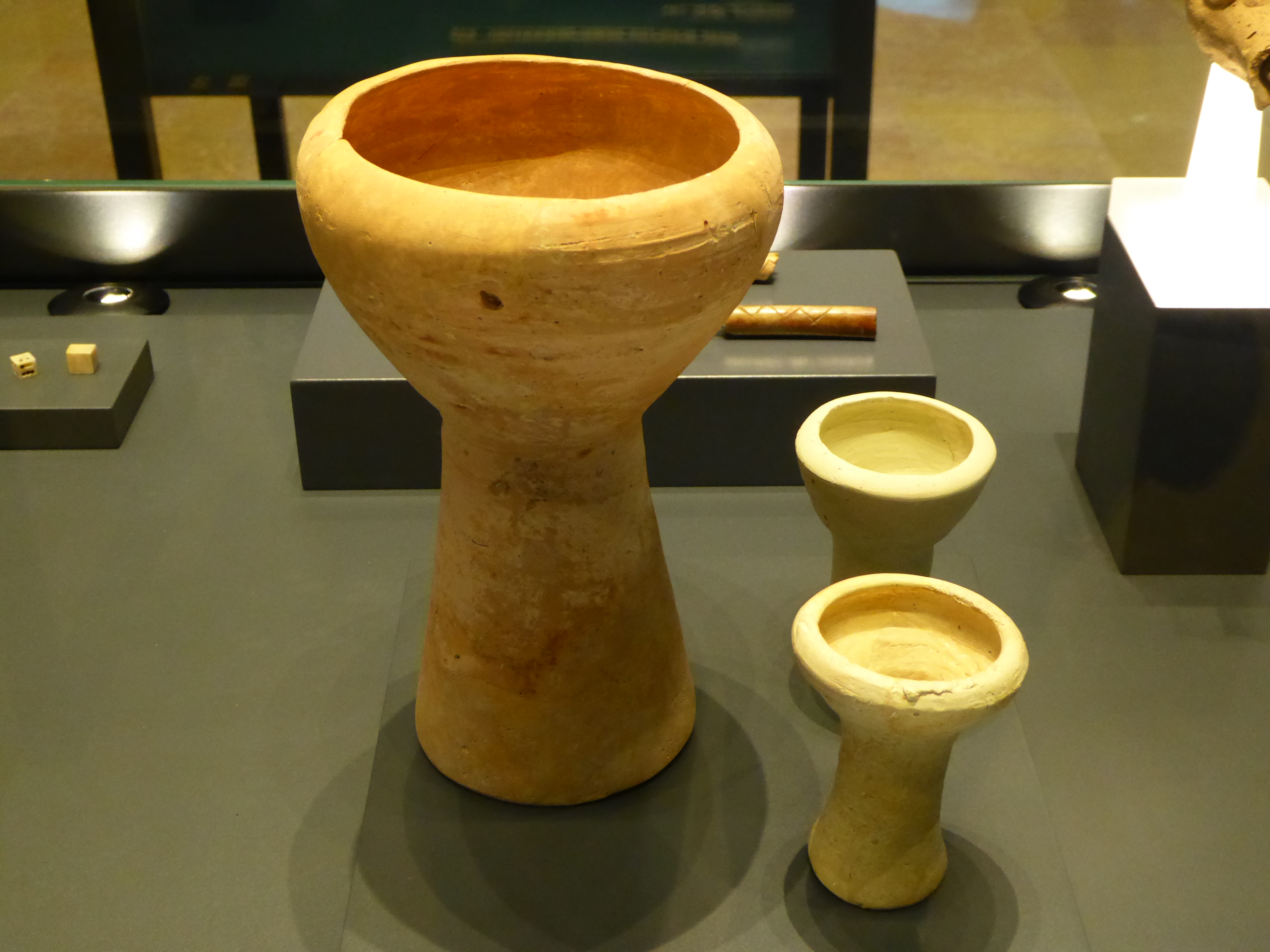
Derbakes del siglo XI en el Museo del Teatro romano de Caesaraugusta (Zaragoza).

El darbuka es un tambor de un solo parche con forma de copa. Originalmente se usaba greda (arcilla), en idioma árabe llamado (Fukhar o Fujar) (del árabe: الفخار), para armar el cuerpo o la caja de resonancia y cuero de cabra o de pescado, llamado en idioma árabe (Samek) (del árabe: سمك), para el parche, pero también se suele utilizar madera o metal para su fabricación. En la actualidad es común el uso de fundición de aluminio o en algunos casos fibra de vidrio para la caja de resonancia, o cuerpo, y plástico (acetato), para el parche. Este último material es el más utilizado hoy en día por los músicos profesionales ya que no lo afectan las condiciones climáticas como la humedad, la cual genera en el parche de cuero natural la pérdida de su tensión causando que este se desafine, obligando al músico a calentar el cuero a fin de secarlo para poder ejecutar el instrumento.
Para ejecutar el derbake se lo suele colocar sobre ambas piernas o entre los muslos; para tocarlo se utilizan los dedos y la palma de la mano. Tiene una gama tonal muy limitada. En países como Egipto, Líbano, Siria o Turquía se ha llegado a muy altos niveles de virtuosismo.
El origen de la darbuka se remonta a la antigua Babilonia, pero se ha extendido ampliamente, llegando incluso hasta los Balcanes y el Norte de África. En la música árabe es uno de los instrumentos principales más utilizados.

## Ritmos en la música árabe
Existen gran variedad de ritmos en la música árabe, (en idioma árabe:إيقاعات, īqā‘āt, para el plural), dependiendo de la zona geográfica, el género musical o estilo que se esté ejecutando. En una pieza musical árabe, estos ritmos, pueden ir variando y alternándose entre ellos junto con otros sonidos que pueda reproducir el instrumento.
 

Básicamente los ritmos están representados con dos tipos de toques del derbake: el "Dum", el cual representa al golpe grave obtenido en el centro del parche del tambor, y el "TaK", que representa el golpe agudo obtenido al borde del tambor, en árabe llamado Jambar o Shambar. Estas son "claves rítmicas" sin altura de sonidos; y trasladadas al pentagrama están simplemente para identificar rápidamente la diferencia entre el sonido grave y el agudo, además nos permite la ubicación de los silencios, compás y tempo para la correcta ejecución del ritmo.

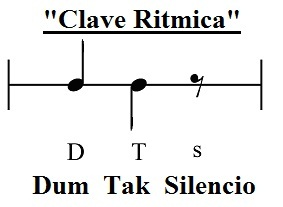
Clave rítmica

Generalmente el derbake es acompañado por otros instrumentos de percusión como el riq, daf, mazhar, bendir y tar. Mientras estos instrumentos ejecutan el ritmo base, el derbake tiene la libertad de improvisar y adornar aún más el ritmo con los llamados rash y harakat (redobles y juegos). Dependiendo del estilo y virtuosismo de cada músico, además de los dos sonidos básicos, el "Dum" y el "Tak", existen otros golpes con el fin de acentuar determinados ritmos. Uno de ellos es el llamado "Sak", el cual es el equivalente al "Slap", "Seco" o "Quemado" de la percusión afro latina. 
El "Sak", es un golpe agudo y seco de potente estruendo que puede reemplazar a los "Tak" con el fin de otorgarle fuerza al ritmo, realizar cortes rítmicos o marcaciones, y que se obtiene con practica dando una palmada precisa al centro del parche del tambor.
A continuación se describen y ejemplifican en su forma básica algunos de los ritmos árabes más utilizados:
| Nombre del Ritmo      | Ritmo | Ejemplo |
| --------------------- | ----- | ------- |
| Baladi/Masmudi Saghir | Ritmo |         |
| Maksum                | Ritmo |         |
| Saidi                 | Ritmo |         |
| Wahda                 | Ritmo |         |
| Tabl/Nawari           | Ritmo |         |
| Zaffa                 | Ritmo |         |
| Karatchi              | Ritmo |         |
| Ayub/Zar              | Ritmo |         |
| Malfuf/Laf            | Ritmo |         |
| Saudi/Khaliji         | Ritmo |         |

## El derbake en la música clásica árabe
El derbake se empezó a incluir en las orquestas árabes clásicas a mediados de 1960. Hasta ese momento el encargado de llevar el ritmo y realizar los juegos era el riq. El mismo comenzó a tomar protagonismo en 1966 donde se le dio un papel importante en la pieza clásica Fakarouny de la cantante Umm Kalzum, compuesta por Mohammad Abdel Wahab. Otra de las artistas que lo hizo destacar sobre los demás instrumentos fue la cantante Samira Tawfiq, los encargados de ejecutar el derbake en su orquesta eran los reconocidos percusionistas Libaneses Setrak Sarkissian y Mhammad El Beryewe, luego de esto fue cobrando más relevancia hasta nuestros días donde es prácticamente indispensable en la música moderna árabe. También al popularizarse la danza del vientre se lo comenzó a utilizar para realizar los conocidos "solos de derbake". Además suele acompañar junto con el tabl (bombo árabe) los pasos en la danza folclórica árabe llamada dabke.

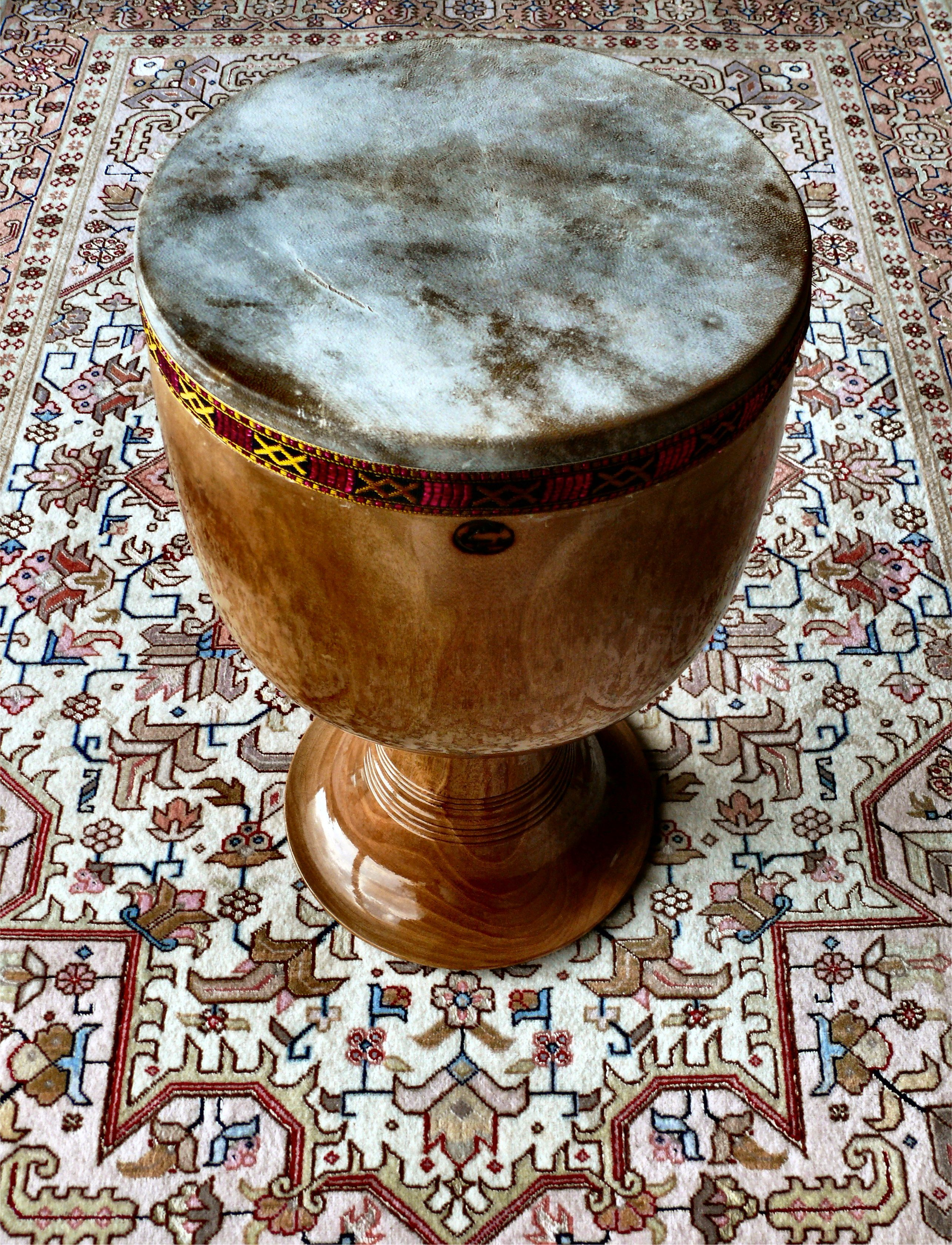
Tombak Irani

## Fabricación
En la actualidad el derbake pasó de ser un rústico instrumento de barro y parche de cuero  a un instrumento fabricado con técnicas modernas y adornados con lujosos dibujos e incrustaciones de nácar. Los fabricantes más reconocidos en el mundo árabe son: Gawharet El-Fan (Egipto), Alejandría (Egipto), Emin (Turquía) y Kevork (Líbano). En occidente la firma de percusión Remo incursionó en la fabricación de estos instrumentos hace algunos años obteniendo buenos resultados. El derbake actualmente se fabrica en tres tamaños: el clásico, el "sombati" que es de tamaño intermedio, de sonido más grave que el derbake clásico y el "dohola" que es el de mayor tamaño y el de sonido más grave.

## Galería

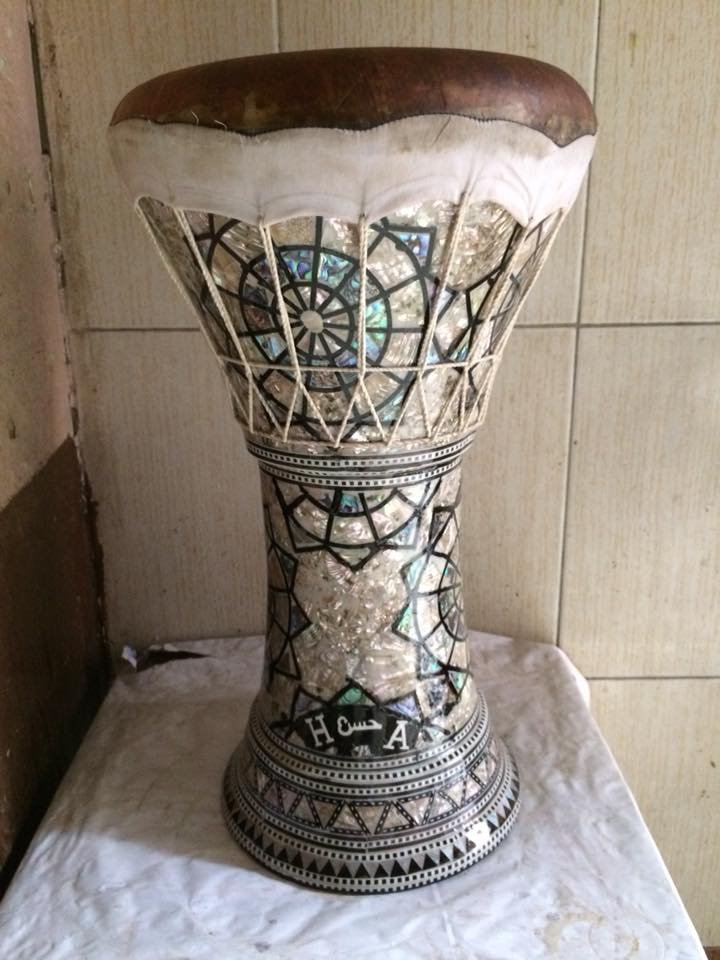
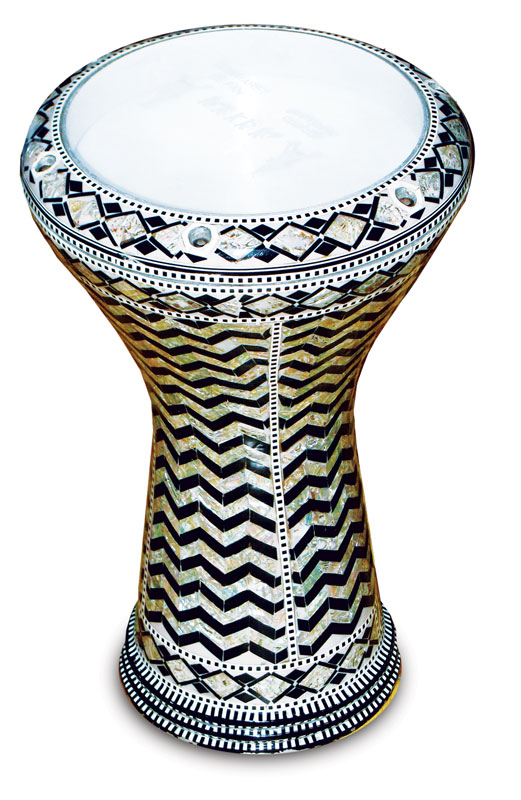
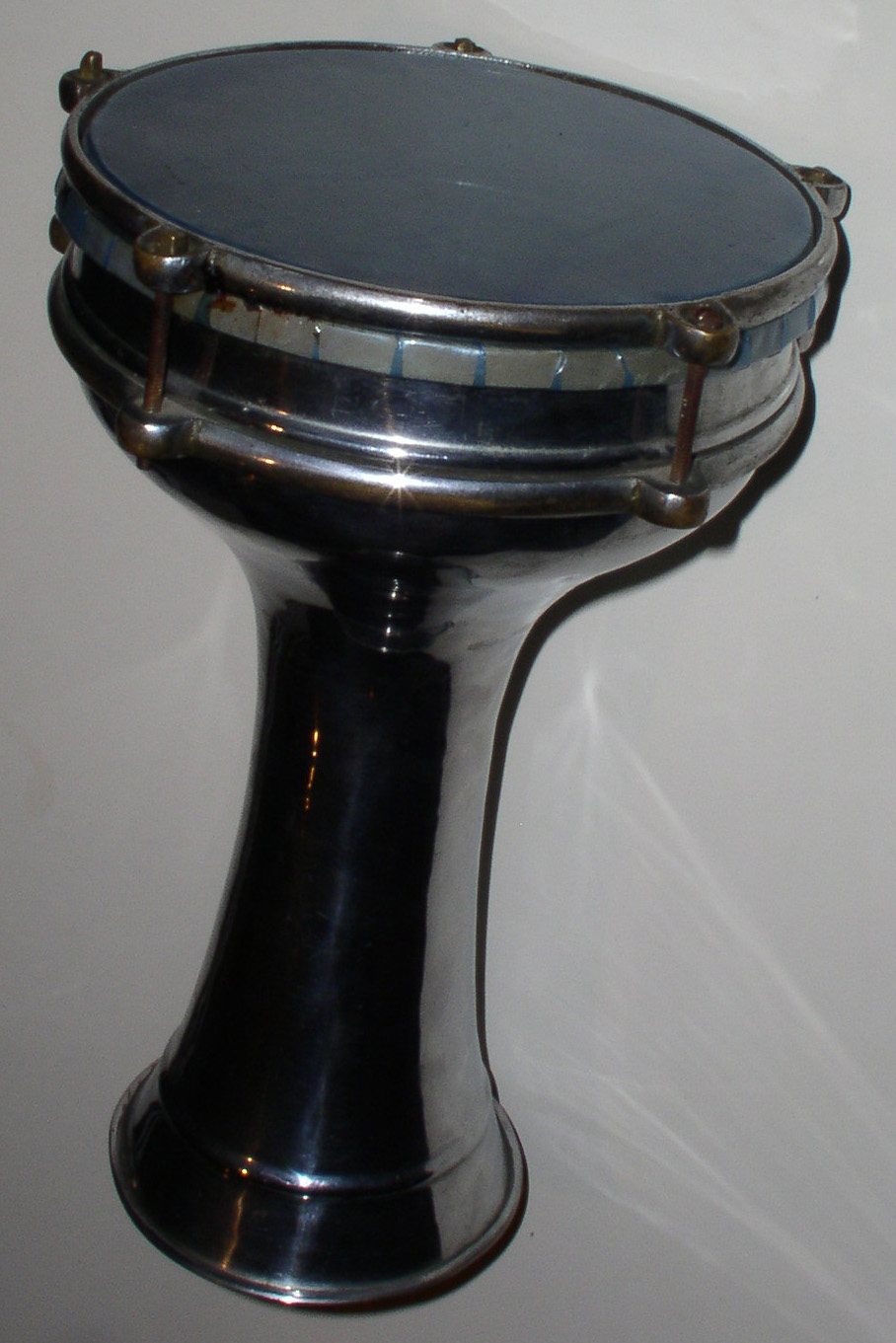
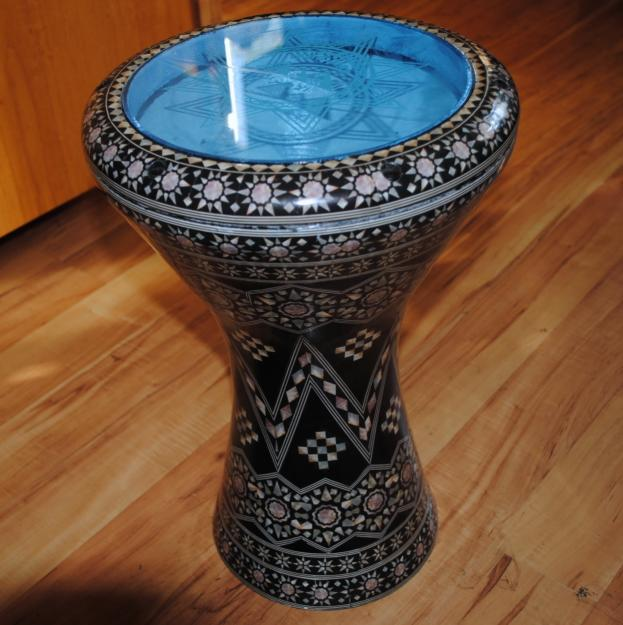
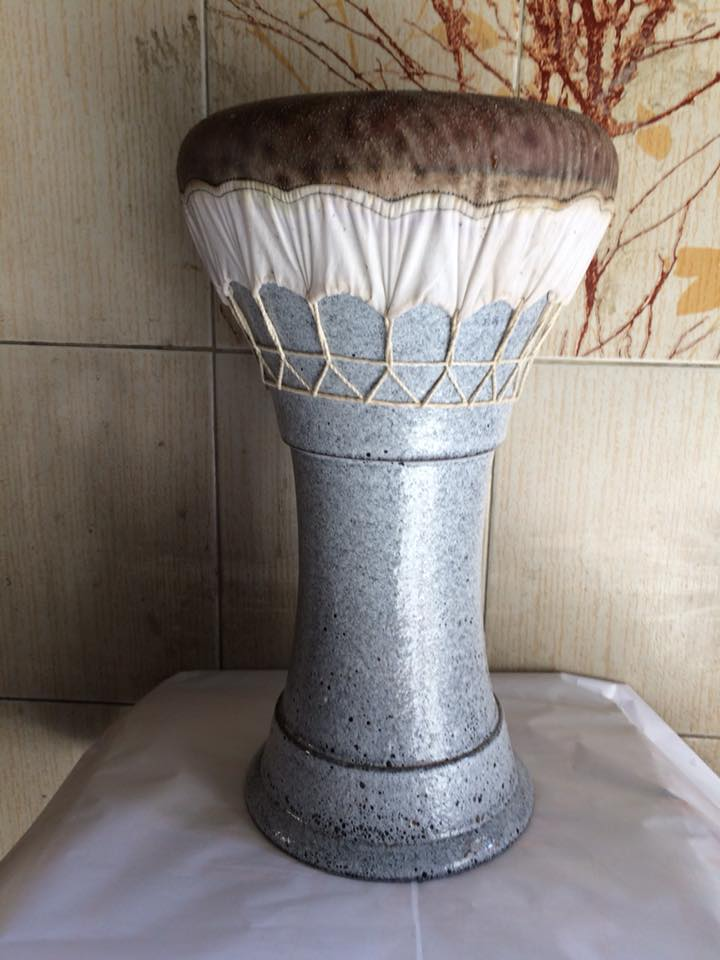
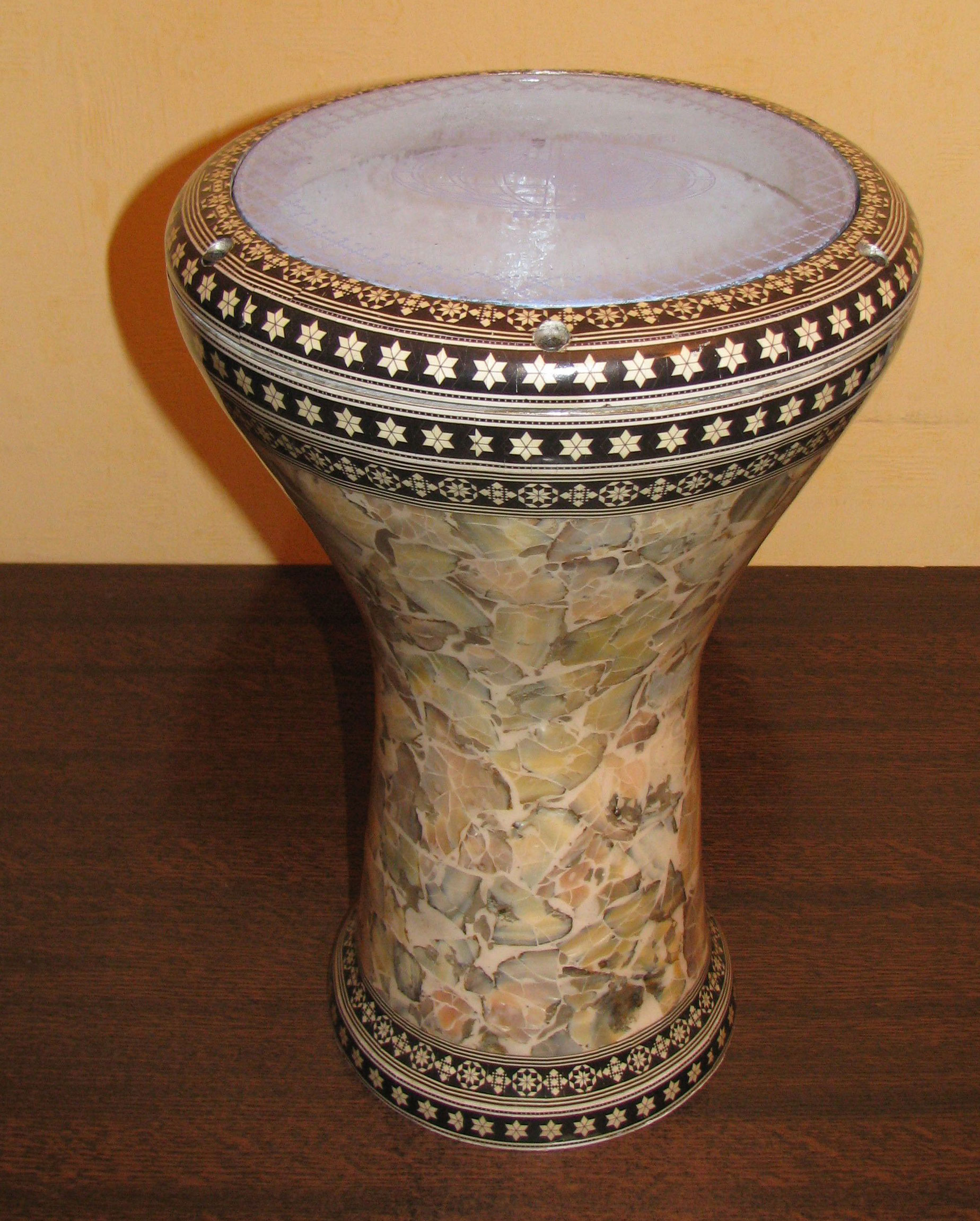
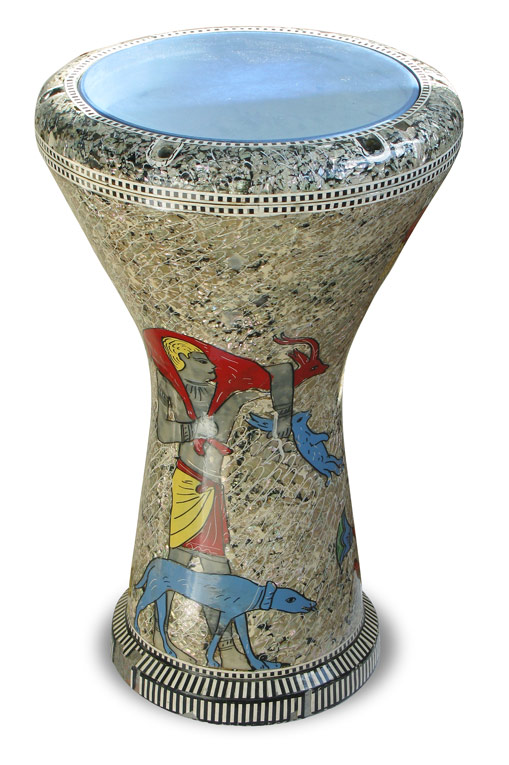
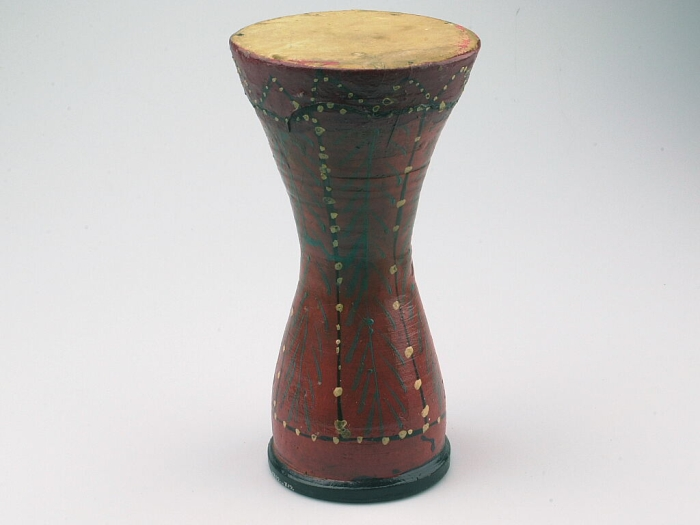
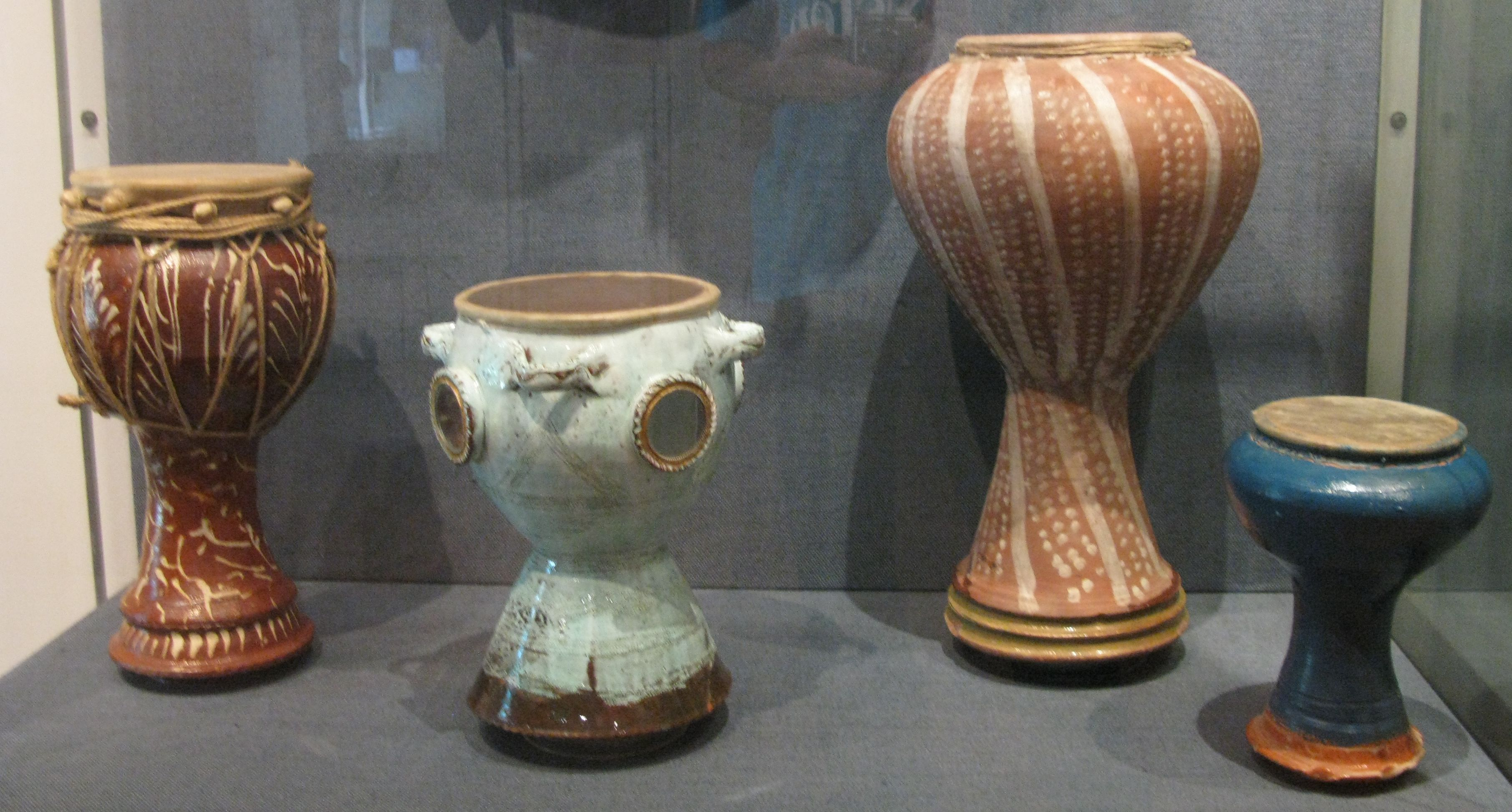